# 북엇국
북엇국은 북어(말린 명태)를 주재료로 하는 국이다. 쇠고기를 썰어 넣어 장국으로 끓이기도 한다.
육수(肉水)
에 북어를 찢은 북어채, 다진 마늘, 편썰기한 무를 넣고, 대파를 어슷하게 썰어넣어 끓여낸다. 일반적으로 달걀을 넣고 휘저어서 곁들이며, 육수 없이 끓일 때에는 북어채를 볶아서 끓이기도 한다.
해장국의 하나로, 숙취를 푸는데 좋다. 북어 대신 황태를 넣고 끓인 경우 '황태북엇국' 또는 '황태해장국'이라고 한다. 기호에 따라 콩나물을 넣거나, 두부를 썰어넣고 끓이기도 한다.